# Science-Fiction-Jahr 1930
Übersicht

◄◄ | ◄ | 1926 | 1927 | 1928 | 1929 | Science-Fiction-Jahr 1930 | 1931 | 1932 | 1933 | 1934 | ► | ►►

Weitere Ereignisse

## Neuerscheinungen Literatur
| Deutscher Titel                                   | Deutschsprachiges Erscheinungsjahr | Originaltitel | Autor                  | Anmerkungen |
| ------------------------------------------------- | ---------------------------------- | ------------- | ---------------------- | ----------- |
| Dreißig Jahre später                              | –                                  | –             | Hans Dominik           |             |
| Das Automatenzeitalter – ein prognostischer Roman | –                                  | –             | Ri Tokko               |             |
| Katastrophe 1940                                  | –                                  | –             | Karl Ludwig Kossak     |             |
| Tod über der Welt                                 | –                                  | –             | Theodor Heinrich Mayer |             |
| Utopolis                                          | –                                  | –             | Werner Illing          |             |

## Neuerscheinungen Filme
| Deutscher Titel | Deutschsprachiges Erscheinungsjahr | Originaltitel          | Regie          | Anmerkungen |
| --------------- | ---------------------------------- | ---------------------- | -------------- | --- |
| Just Imagine    |                                    | Just Imagine           | David Butler   | gilt als der erste Science-Fiction-Film, der als Tonfilm gedreht wurde. Ebenso gilt er als das erste Science-Fiction-Musical. |
|                 |                                    | The Voice from the Sky | Ben F. Wilson  | |
| Alraune         | –                                  | –                      | Richard Oswald | |
|                 |                                    | The Last Hour          | Walter Forde   | |

## Neuerscheinungen Zeitschriften/Fanzines/Magazine
- Astounding, erscheint bis dato unter teilweise wechselnden Namen

## Geboren
- Horia Aramă († 2007)
- James Graham Ballard († 2009)
- Bryan Berry († 1966)
- Edward de Capoulet-Junac
- Lin Carter († 1988)
- Irma Chilton († 1990)
- David G. Compton († 2023)
- Gerry Davis († 1991)
- H. G. Ewers († 2013)
- Raymond Hawkey († 2010)
- Edward D. Hoch († 2008)
- Fred Hubert
- Ted Hughes († 1998)
- Michail Jemzew († 2003)
- Jörg von Liebenfelß
- Adam Lukens, Pseudonym von Diane Detzer († 1992)
- R. W. Mackelworth († 2000)
- Robert E. Margroff († 2015)
- John Morressy († 2006)
- Howard L. Myers († 1971)
- Fred Saberhagen († 2007)
- Robert Stallman († 1980)
- Cherry Wilder († 2002)
- Marion Zimmer Bradley († 1999)
- Péter Zsoldos († 1997)

## Gestorben
- Fanny von Bernstorff (* 1840)
- Arthur Conan Doyle (* 1859) schuf die Gestalt des Professor Challenger
- Margarete Schubert (* 1870)
- Max Valier (* 1895)